# Родољуб Шабић
Родољуб Шабић (Дервента, 15. октобар 1955) српски је адвокат и бивши политичар. Шабић је бивши министар, и први повереник за информације од јавног значаја Републике Србије.

## Биографија
Рођен је у породици левичара, Југословена, Мустафе и Станке у Дервенти 1955. године, док је детињство провео у Сарајеву, Тузли и Брчком, а са дванаест година се његова породица преселила у Београд. Изјашњава се као Србин и није религиозан. Дипломирао је на правном факултету и радио као адвокат. Заједно са још 7 адвоката је основао ЦЕСИД.
Ожењен је и има једно дете. Има сестру Јацу, инжењера, која од 90их живи и ради у Канади.

## Политичка каријера
Политиком је почео да се бави осамдесетих година, када је у Влади Анте Марковића био подсекретар за законодавство. Након тога је био један од оснивача Социјалдемократије, а онда се прикључио Социјалдемократској партији, из које се ишчланио када је изабран за повереника за информације од јавног значаја у децембру 2004.
Био је народни посланик и потпредседник Народне скупштине Републике Србије. Од 19. јуна 2002. је био министар за државну управу и локалну самоуправу у Влади Републике Србије чији је председник био Зоран Ђинђић.
На други седмогодишњи мандат као Повереник за информације од јавног значаја и заштиту података о личности изабран је у децембру 2011. године.

## Награде
- 2006. „Специјално признање за уређивачки подвиг“ (Удружења новинара Србије)[5]
- 2007. „Личност године у борби за слободу медија“ (Мисија ОЕБС-а)
- 2008. „Најевропљанин“ (Прва европска кућа)
- 2009. „Витез позива“ (Лига Експерата – LEX)
- 2010. „Реформатор године“ (Национална алијанса за локални економски развој - НАЛЕД)[6]
- 2011. Награда за допринос борби против корупције (Мисија ЕУ и Савет за борбу против корупције)
- 2011. „Личност године“ (Мисија ОЕБС-а)
- 2011. Почасни члан Независног удружења новинара Србије
- 2012. Награда за допринос Европи (Европски покрет у Србији и Међународни европски покрет)
- 2013. Награда за институцију са највишим степеном антикорупцијског интегритета (БИРОДИ).[1]